# Arlete Magalhães
Arlete Gonçalves Santos Magalhães (Belo Horizonte, 20 de fevereiro de 1972) é uma professora e  política brasileira. Deputada estadual de Minas Gerais pelo partido Partido Verde (PV), anteriormente foi filiado ao PTN.